# Copa de España Master Open de waterpolo
La Copa de España Waterpolo Master es un trofeo de waterpolo que se celebra en España para jugadores de waterpolo mayores de 40 años.
El torneo es open internacional y pueden participar equipos de otros países.

## Historial
| N.º | Año         | Sede      | Primero              | Segundo           | Tercero           |
| --- | ----------- | --------- | -------------------- | ----------------- | ----------------- |
| I   | 2004        | Cuenca    | CE Mediterrani       | Larraina          | Real Canoe        |
| II  | 2005        | Cuenca    | AS Roma              | Rumanian Veterans | Alte Sacke Gronau |
| III | 2006        | Cuenca    | ASCD Duisburgo       | Real Canoe        | Real Canoe +35    |
| IV  | 2007        | La Coruña | Real Canoe           | ASCD Duisburgo    | AS Roma           |
| V   | 2008        | La Coruña | Master Brasil        | Iyik              | Real Canoe        |
| VI  | 2009        | Madrid    | Master Rio           | WP M04            | Moby Dick         |
| VII | 2011 (+40)* | Tenerife  | Dynamo Master Moscow | Real Canoe +40    | Canottieri Milano |
| VII | 2011 (+50)* | Tenerife  | Roben Holland        | Real Canoe +50    | Europa Sporting   |

(*) Ese año se celebraron dos categorías: +40 (mayores de 40 años) y +50 (mayores de 50 años).